# Karithaios
Karithaios war ein griechischer Töpfer, tätig um 520–510 v. Chr. in Athen.
Er ist einzig bekannt durch seine Signatur unter dem Fuß einer Hydria in Reading (Berks County, Pennsylvania), Public Museum 32.769.1 (ehemals Rom, Depolietti; ehemals New York, Sammlung Charles W. Gould): Καριθαιος εποιεσεν (Karithaios epoiesen). Er ist nicht identisch mit dem älteren Töpfer Charitaios.
Nach dieser Vase benannte John D. Beazley den Karithaios-Maler, dem noch zwei weitere Hydrien zugewiesen werden können.